# Opius bruneipes
Opius bruneipes är en stekelart som beskrevs av Charles Joseph Gahan 1913. Opius bruneipes ingår i släktet Opius och familjen bracksteklar. Inga underarter finns listade i Catalogue of Life.